# Guy Gilles
Guy Gilles, nome artístico de Guy Chiche (Argel, 25 de agosto de 1940 — Paris, 3 de fevereiro de 1996) foi um cineasta francês.